# اختبار انسياب الخرسانة

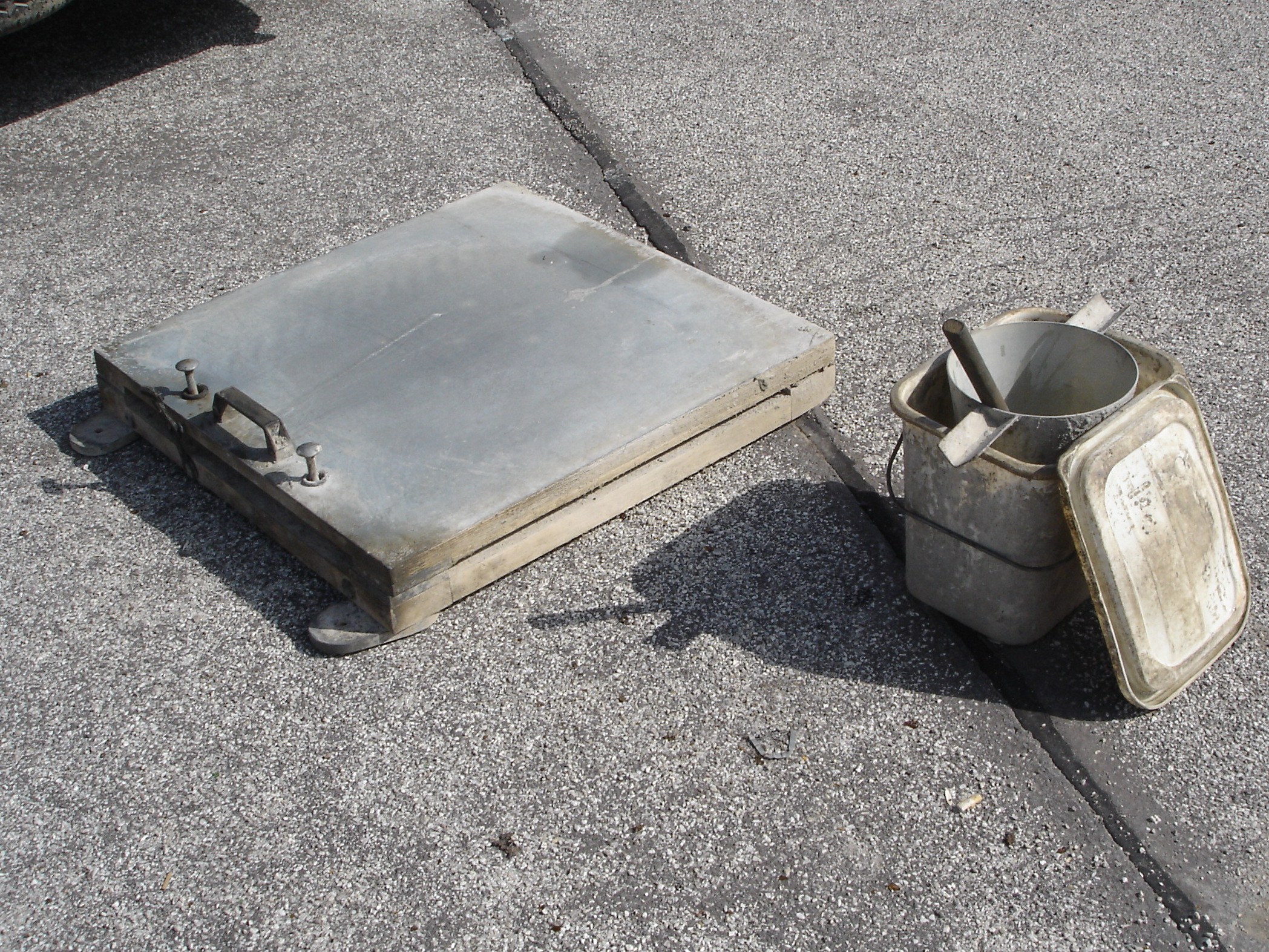
معدات الاختبار.

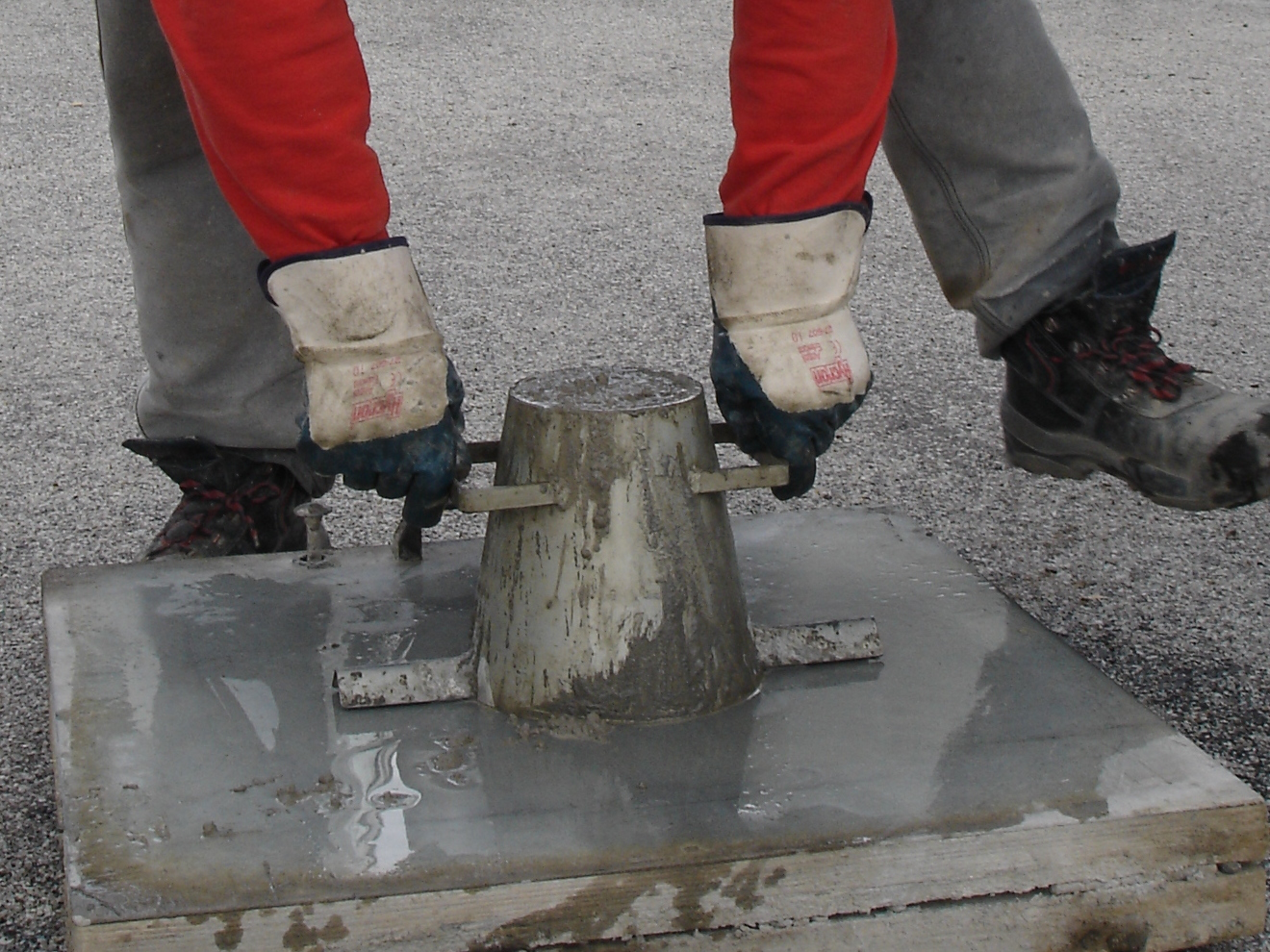
يُملأ المخروط بالخرسانة قبل رفعه.

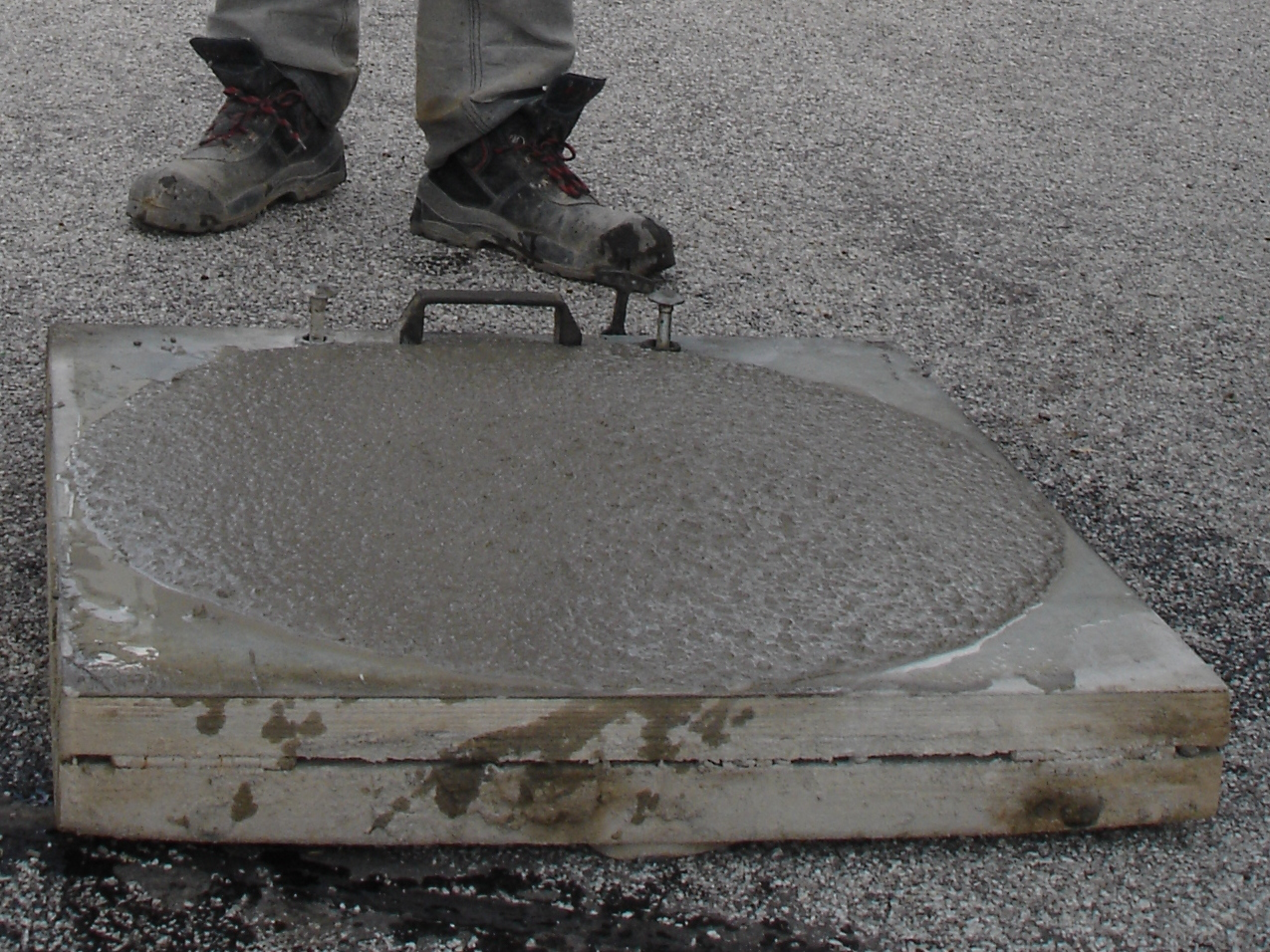
يُقاس قطر التدفق الناتج.

اختبار انسياب الخرسانة ويُعرف أيضًا باسم اختبار منضدة الانسياب (بالإنجليزية: Flow table test أو  Slump-flow test) هو اختبار تجريبي يُستخدم لتعيين النسبة المئوية لانسيابية الخرسانة، والتي تعبّر عن حالة قوامها.

## الاختبار
يتم اختبار انسيابية الخرسانة من خلال استخدام  قالب معدني مملؤ بالخرسانة على شكل مخروط ناقص مفتوح من الأعلى والأسفل، يتم إجراء اهتزاز ترددي له بعد وضعه على لوح معدني وتسجيل مدى انتشار أو انسياب الخرسانة كنسبئة مئوية من القطر الأصلي لقاعدة المخروط.
يتم استخدام هذا الاختبار بالمقام الأول لتقييم سيولة الخرسانة (قابلية تشغيلها) ليتم اختبارها لاحقًا باستخدام اختبار الهبوط، لأن الخرسانة لن تحتفظ بشكلها عندما يتم إزالة المخروط.

## وصلات خارجية
- طريقة الاختبار القياسية لتدفق مونة الاسمنت الهيدروليكي - ASTM C 1437 - 15
- فيديو يشرح اختبار انسياب الخرسانة